# Paulus' Brev til Romerne
Romerbrevet er et af apostlen Paulus' breve. Det er stilet til den kristne menighed i Rom.
Romerbrevet er opbygget som en systematisk troslære (dogmatik).
Romerbrevets tale om "Guds retfærdighed" som en Guds gave til den kristne fik afgørende betydning for Martin Luther (1513 eller 1514). Nærmere bestemt drejede det sig om Rom 1,16-17:
For jeg skammer mig ikke ved evangeliet; det er Guds kraft til frelse for enhver, som tror, både for jøde, først, og for græker. For i det åbenbares Guds retfærdighed af tro til tro – som der står skrevet: "Den retfærdige skal leve af tro."
| - Udgaver af Romerbrevet - Papyrus, Oxyrhynchus, Egypten: 500-tallet – Paulus' Brev til Romerne kapitel 1, vers 1–16 - Faksimileudgave af Christian 3.s Bibel fra 1550 – Paulus' Brev til Romerne kapitel 1, vers 1–23 |

## Eksterne Henvisninger
- Paulus' Brev til Romerne hos Det Danske Bibelselskab